# بيلي بريمنير
بيلي بريمنير (بالإنجليزية: Billy Bremner) مواليد 9 ديسمبر 1942 في استيرلينغ، اسكتلندا - الوفاة 7 ديسمبر 1997 في دونكاستر، إنجلترا، كان لاعب كرة قدم إسكتلندي كان يلعب كلاعب وسط. سبق له أن لعب في كأس العالم لكرة القدم مع منتخب بلاده. لعب خلال مسيرته 653 مباراة سجل خلالها 97 هدفاً.

## مرحلة الشباب

### أندية لعب لها
- ليدز يونايتد

## المسيرة الاحترافية

### أندية لعب لها
- ليدز يونايتد
- هال سيتي

## روابط خارجية
- بيلي بريمنير على موقع الاتحاد الدولي (مؤرشف)  (الإنجليزية)
- بيلي بريمنير على موقع الاتحاد الأوربي (الإنجليزية)
- بيلي بريمنير على موقع قاعدة بيانات كرة القدم.إي يو (الإنجليزية)
- بيلي بريمنير على موقع ناشيونال فوتبول تيمز (الإنجليزية)
- بيلي بريمنير على موقع عالم كرة القدم.نت (الإنجليزية)
- بيلي بريمنير قاعة قاعة إسكتلندا للمشاهير الرياضية (الإنجليزية)